# مسرح السلام (الإسكندرية)
مسرح السلام في الإسكندرية، هو مسرح في الإسكندرية، أسس سنة 1954 بمنطقة سيدي جابر بطريق الكورنيش، وقد عرض فيه مسرحيات الأطفال ومسرح العرائس وشارك فيها كبار الفنانين.
وقد تم هدم المسرح مما اثار غضب الإسكندريين. وقام عدد من نشطاء على الفيس بوك بنشر صور للمسرح وتظهر بالصور أعمال الهدم وهو ما أثار حالة من الغضب بين النشطاء.